# Franz von Felbinger
Franz Felbinger, od února 1870 Franz Rytíř z Felbingeru (8. července 1844, Hainburg an der Donau – 15. července 1906, Třebíč, Morava, dnes Česko), byl rakouský a moravský inženýr, průmyslník a malíř.

## Život
Franz Felbinger se narodil jako syn Karla Felbingera v roce 1870, místoředitele k. k. Centrální ředitelství tabákové továrny (Vídeň-Vnitřní město, Seilerstätte 7) a byl vychován v souladu se stanovami Řádu železné koruny.
Felbinger studoval na vídeňské polytechnice (dnes Technické univerzitě ve Vídni) a stal se inženýrem. Po absolvování studia se stal dobrovolníkem ve vedení strojírenské továrny Georga Siegla. Pak strávil několik let jako konstruktér transkontinentální železnice ve Spojených státech. Po návratu v roce 1872 pak přebral návrh a konstrukci lanovky z roku 1873 na severním okraji Leonbergu ve směru z Kahlenbergu. V roce 1873 publikoval projekt pneumatické dopravy nebožtíků na Centrální hřbitov ve Vídni, který pak nebyl dokončen. Od roku 1874 plánoval a konstruoval potrubní systém ve Vídni, ten pak byl zprovozněn v roce 1875. Později byl pozván hlavním poštovním vedoucím Heinrichem von Stephanem do Berlína, kde v prosinci 1876 dokončil síť potrubní pošty. Dále také vedl stavbu potrubních pošt v Mnichově a Hamburku, jakož i přípravu tzv. trubkových pošt v jiných městech.
Poté, co se oženil s dcerou brněnského městského architekta Wernera Louise (sňatek 9. 10. 1875 v Brně) se přestěhoval na Moravu. V Brně pak představil první elektrické světlo. V Želešicích v údolí Bobravy v roce 1876 postavil vzorovou kuřecí farmu a ústav chovu prasat. V roce 1877 se mu ve Vídni narodil syn Karl.
Později studoval malířství na Akademii výtvarných umění v Mnichově u Fritze von Uhde a také v Brně u Emila Pirchana. Tvořil především historické obrazy a portréty. Byl prvním z propagátoru plenérové malby a zpočátku tak neměl úspěch, později se stal úspěšným malířem a primárně malíři německé menšiny jej začali uznávat. Jeho práce visely v galerii v Brně a také ve Franzově Muzeu, tam se nacházel autoportrét. Jeho nejvýznamnějšími díly jsou "Die Armut" (chudoba) a "Ein Verlonerer". Felbinger byl také členem družstva mnichovských umělců.
Byl majitelem brněnského hotelu Grand. V roce 1897 postavil konzervárnu a získal Zlatou medaili Brněnského obchodní spolku. Kromě toho, že vedl pole, pěstoval i zeleninu.
Felbinger zemřel na otravu krve a byl pohřben na hřbitově v Želešicích, kde stále existuje jeho náhrobek se strohým nápisem „Felbinger“.
Jeho syn Karl Ritter von Felbinger (1877–1936), vedl společnost až do roku 1919. Po smrti Friedricha Wanniecka (1838–1919) společnost Franz Ritter von Felbinger u. Co převzala i šlechtitelskou stanici Victoria Baumschulen. Po válce byla společnost zrušena, protože měla závazky jako válečný dodavatel, společnost tak byla v roce 1920 dána do likvidace.

## Vyznamenání
- K. u. K. dodavatel k soudu
- Rytíř Řádu pruské koruny III. třídy
- Zlatý záslužný kříž
- Čestný občan Želešic